# El secreto del sótano
El secreto del sótano (título original: Family Sins) es un telefilme estadounidense-canadiense de drama de 2004, dirigido por Graeme Clifford, escrito por Donald Martin, musicalizado por Charles Bernstein, en la fotografía estuvo Ousama Rawi y los protagonistas son Kirstie Alley, Deanna Milligan y Will Patton, entre otros. Este largometraje fue producido por Alberta Film Entertainment y Fisher Television Productions; se estrenó el 14 de marzo de 2004.

## Sinopsis
La justicia dio a conocer la verdad sobre una familia, la cual todos creían que era la ideal, pero resultaron ser los criminales perfectos.